# Beyblade
Beyblade (爆転シュート ベイブレード, Bakuten Shūto Beiburedo, letterlijk te vertalen als Explosive Shooting Beyblade) is een manga met bijbehorende mediafranchise.
De mangaserie en bijbehorende anime zijn wereldwijd populair.

## Verhaal
Het verhaal in deze franchise draait om een spel dat wordt gespeeld met speciale tollen. Deze tollen worden Beyblades genoemd. Deze Beyblades worden al tollend in een arena gelanceerd, waarna een speler moet proberen de Beyblade van zijn tegenstander uit de arena te stoten of te laten stoppen met tollen. Deze Beyblades bevatten soms zogenaamde Bit-Beasts, geesten met een onbekende oorsprong die zich in een beyblade vestigen en deze zo sterker maken.
De serie focust zich op verschillende Beybladeteams in hun pogingen om wereldkampioen te worden. De hoofdpersonages in de eerste drie series zijn de Bladebreakers, een team bestaande uit Tyson Granger, Kai Hiwatari, Ray Kon, Max Tate,en Kenny.

## Ontwikkeling
Beyblade begon in 1999 als een manga en een bijbehorende speelgoedserie. Nadat de manga, bedacht door Takao Aoki, een succes werd, werd besloten er een anime van te maken. Deze anime telt inmiddels drie subseries.
De manga van Beyblade werd aanvankelijk na 14 delen stopgezet, maar later toch weer opgepakt.

## Anime
Tot dusver zijn er zeven animeseries gemaakt gebaseerd op de manga. De eerste series sluiten qua verhaal direct op elkaar aan en bevatten dezelfde hoofdpersonages, maar er is wel duidelijk verschil in tekenstijl tussen de verschillende series. vanaf de vierde serie beginnen ze met andere personages
- Beyblade: De eerste serie. Hierin is te zien hoe het BBA Team (de Bladebreakers) bij elkaar komen en een eerste greep doen naar het wereldkampioenschap.
- Beyblade V-Force: De tweede serie. Deze serie stond in Japan bekend als Bakuten Shoot Beyblade 2002, maar die naam werd veranderd voor de Engelse nasynchronisatie omdat de serie in Amerika pas na 2002 werd uitgezonden.
- Beyblade G-Revolution: de derde en laatste serie van de Bakuten Shoot Beyblade series.
- Beyblade: Metal Fusion: de vierde met nieuwe hoofdpersonen en tevens de eerste van de Metal Saga. Was op Disney XD te zien en nu in zowel België als Nederland op Netflix beschikbaar.
- Beyblade: Metal Masters: de vijfde serie en het vervolg van Beyblade: Metal Fusion. Het Beyblade wereldkampioenschap is begonnen.
- Beyblade: Metal Fury: de zesde serie en het vervolg van Beyblade: Metal Masters. Er is een duivelse kracht opgestaan die de Legendarische Bladers moeten tegenhouden.
- Beyblade: Shogun Steel: de zevende serie. Er komen nieuwe hoofdpersonages voor, maar toch sluit hij aan op Beyblade: Metal Fury.
- Beyblade: Burst: Het eerste seizoen van de Beyblade Burst reeks, En werd uitgezonden op RTL BOZ (RTL 7)[1] en VTM Kids[2] Telekids.
- Beyblade Burst Evolution/God: het tweede seizoen van de Beyblade Burst reeks, werd voor het eerst uitgezonden in Japan op 3 april 2017. Op Kadet en RTL BOZ (RTL 7) werd deze uitgezonden in 2018.
- Beyblade Burst Turbo/Super-z: het derde seizoen van de Beyblade Burst. er zijn nieuwe personages maar er zijn nog wel oude personages te zien. De reeks zal 51 afleveringen bevatten, en werd voor het eerst uitgezonden op 12 oktober 2019 op RTL 7
- Beyblade Burst Rise/GT: deze serie is de elfde serie van de Beyblade serie en het vierde deel van de Beyblade Burst serie. Net zoals de turbo reeks zullen er nieuwe personages zijn maar het sluit toch weer aan op Beyblade: Burst
- Beyblade Burst Surge/Sparking: deze serie is de twaalfde serie van de Beyblade serie en het vijfde deel van de Beyblade Burst serie. Net zoals de vorige 2 seizoenen zullen er nieuwe en oude personages erin komen maar het sluit toch weer aan op Beyblade: Burst
- Beyblade Burst Quaddrive/DB: deze serie is de dertiende serie van de Beyblade serie en het zesde deel van de Beyblade Burst serie. Net zoals de vorige 3 seizoenen zullen er nieuwe en oude personages erin komen maar het sluit toch weer aan op Beyblade: Burst
- Beyblade Burst Quadstrike: deze serie is de veertiende serie van de Beyblade serie. En het zevende en laatste deel van de Beyblade Burst serie. Net zoals de vorige 4 seizoenen zullen er nieuwe en oude personages erin komen maar de hoofdpersonage blijft hetzelfde. Maar het sluit toch weer aan op Beyblade: Burst. Deze serie is niet uitgezonden in Japan.
- Beyblade X: Het eerste seizoen van de Beyblade X reeks.

## Andere media

### Merchandise
De mangaserie heeft een grote merchandise met zich meegebracht. In 2002 en 2003 werd er speelgoed van Beyblade geïntroduceerd. Tevens verscheen er een ruilkaartspel, uitgebracht door Decipher, Inc.

### Film
In 2004 verscheen de film Beyblade: The Movie - Fierce Battle (爆転シュート ベイブレード THE MOVIE 激闘!!タカオVS大地, Bakuten Shūto Beiburedo The Movie: Gekitou!! Takao vs Daichi), welke zich chronologisch gezien afspeelt tussen de tweede en derde animeserie.

### Videospellen
Er zijn verschillende videospellen uitgebracht, gebaseerd op de manga en de anime.